# العارضیه
شهر العارضیه (به عربی: العارضیة) در استان فروانیه در کشور کویت واقع شده‌است. جمعیت این شهر ۳۷٫۳۶۳ نفر است.